# Havdala
Havdala hebr. separation, är den ceremoni i hemmet som avslutar den judiska sabbaten. Havdala startar efter solnedgången. Den markerar också skillnaden mellan sabbat och de övriga veckodagarna.  Man använder sig av vin och väldoftande kryddor i ceremonin. Ett särskilt flätat havdalah-ljus används också. Över vinet och kryddorna läser man en särskild välsignelse. 

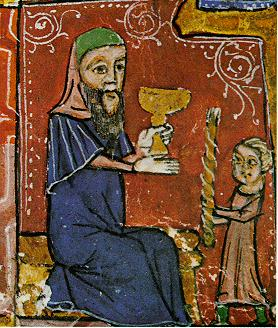

En särskild bägare används för vinet och den ska vara fylld till brädden innan man reciterar välsignelsen (ungefärlig översättning):
| ” | Räddningens bägare vill jag lyfta och förkunna Herrens Namn. Se! Herren är min räddning. Jag vill lita till G-d och jag kommer inte vara rädd. Herren är min styrka och min sång. Herren är källan till min befrielse. | „ |

Efter denna läsning tar man det flätade havdala-ljuset och läser den första delen ur havdala-bönen. Man läser också den särskilda välsignelsen över vinet, men dricker inte av vinet. Man läser sedan välsignelsen över de väldoftande kryddorna och kryddboxen brukar skickas runt så att alla närvarande kan känna dess doft. Recitation över eldens ljus läses medan man håller upp sina handflator mot ljuset och granskar reflektionen av det i sina naglar. Detta ska påminna om skillnaden mellan ljuset och mörkret. När detta har utförts läses den sista delen ur havdala-bönen och vinet dricks. Antingen dricker enbart den som reciterat vid ceremonin eller så går bägaren runt till var och en som är närvarande. Efteråt kan man önska varandra shavuah tov (en god vecka).